# Louis de La Palud
Louis de La Palud   (Châtillon-la-Palud, segle XIV - Chamoux-sur-Gelon, 21 de setembre de 1451) fou un abat, bisbe catòlic i cardenal suís.

## Biografia
Provenia d'una família de la Bresse, i era fill d'Aymé de La Palud, senyor de Varambon, i d'Alix de Corgenon. Després dels seus estudis a la Sorbona, ingressà a l'orde benedictina de Tournus. Des del 1404 va ser abat d'Ambronay i des del 1413 de Sant Filibert de Tournus.
Va participar en els concilis de Constança (1414-1418), Siena (1423) i Basilea (1431-1449). El 1431 va ser nomenat bisbe de Lausana. El papa Eugeni IV el va traslladar el 1433 a la diòcesi d'Avinyó. Louis no va acceptar el trasllat, i la negativa va ser acceptada el 1435 pel Concili de Basilea, després del qual va ser excomunicat per Eugeni IV el 1436.
L'antipapa Fèlix V el va nomenar cardenal el 1440 i a partir del 1441 bisbe de Sant Joan de Mauriena.
El papa Nicolau V el perdonà i el 1449 el nomenà cardenal prevere de Sant'Anastasia.